# Liste der Bodendenkmäler in Alling
Auf dieser Seite sind die Bodendenkmäler in der oberbayerischen Gemeinde Alling zusammengestellt. Diese Tabelle ist eine Teilliste der Liste der Bodendenkmäler in Bayern. Grundlage ist die Bayerische Denkmalliste, die auf Basis des Bayerischen Denkmalschutzgesetzes vom 1. Oktober 1973 erstmals erstellt wurde und seither durch das Bayerische Landesamt für Denkmalpflege geführt wird. Die folgenden Angaben ersetzen nicht die rechtsverbindliche Auskunft der Denkmalschutzbehörde.

## Bodendenkmäler der Gemeinde Alling

### Bodendenkmäler in der Gemarkung Alling
| Lage                             | Objekt | Akten-Nr.     | Bild           |
| -------------------------------- | --- | ------------- | -------------- |
| Alling (Standort)                | Grabhügel vorgeschichtlicher Zeitstellung mit Bestattungen der frühen Latènezeit. | D-1-7833-0077 | weitere Bilder |
| Alling (Standort)                | Verebneter Grabhügel vorgeschichtlicher Zeitstellung. | D-1-7833-0078 |                |
| Alling (Standort)                | Reihengräberfeld des frühen Mittelalters. | D-1-7833-0085 |                |
| Alling (Standort)                | Burgstall Alling Burgstall des hohen oder späten Mittelalters (Römerschanze). | D-1-7833-0087 |                |
| Alling Kirchweg 2 (Standort)     | Filialkirche St. Peter und Paul Untertägige mittelalterliche und frühneuzeitliche Befunde im Bereich der Katholischen Filialkirche St. Peter und Paul in Holzkirchen und ihrer Vorgängerbauten. | D-1-7833-0095 | weitere Bilder |
| Alling (Standort)                | Villa rustica der römischen Kaiserzeit. | D-1-7833-0114 |                |
| Alling (Standort)                | Verebnete Grabhügel vorgeschichtlicher Zeitstellung. | D-1-7833-0156 |                |
| Alling (Standort)                | Verebnete Grabhügel vorgeschichtlicher Zeitstellung. | D-1-7833-0178 |                |
| Alling (Standort)                | Verebnete Grabhügel vorgeschichtlicher Zeitstellung. | D-1-7833-0180 |                |
| Alling (Standort)                | Siedlung vor- und frühgeschichtlicher Zeitstellung. | D-1-7833-0198 |                |
| Alling (Standort)                | Siedlung vor- und frühgeschichtlicher Zeitstellung. | D-1-7833-0288 |                |
| Alling (Standort)                | Siedlung vor- und frühgeschichtlicher Zeitstellung. | D-1-7833-0297 |                |
| Alling (Standort)                | Siedlung vor- und frühgeschichtlicher Zeitstellung. | D-1-7833-0325 |                |
| Alling Am Kirchberg 5 (Standort) | Pfarrkirche Mariä Geburt Untertägige mittelalterliche und frühneuzeitliche Befunde im Bereich der Katholischen Pfarrkirche Mariä Geburt in Alling und ihrer Vorgängerbauten.                    | D-1-7833-0328 | weitere Bilder |
| Alling (Standort)                | Votivkirche St. Maria und Georg Untertägige spätmittelalterliche und frühneuzeitliche Befunde im Bereich der Katholischen Votivkirche St. Maria und Georg in Hoflach.                           | D-1-7833-0337 | weitere Bilder |
| Alling (Standort)                | Untertägige frühneuzeitliche Befunde im Bereich des ehemaligen Hofmarkschlosses Holzkirchen. | D-1-7833-0380 | weitere Bilder |

### Bodendenkmäler in der Gemarkung Biburg
| Lage              | Objekt | Akten-Nr.     | Bild           |
| ----------------- | --- | ------------- | -------------- |
| Biburg (Standort) | Verebneter Burgstall des hohen oder späten Mittelalters. | D-1-7833-0086 |                |
| Biburg (Standort) | Verebnete Viereckschanze der späten Latènezeit. | D-1-7833-0175 |                |
| Biburg (Standort) | Verebnete Grabhügel vorgeschichtlicher Zeitstellung. | D-1-7833-0285 |                |
| Biburg (Standort) | Pfarrkirche Mariä Himmelfahrt Untertägige mittelalterliche und frühneuzeitliche Befunde im Bereich der Katholischen Pfarrkirche St. Mariä Himmelfahrt in Biburg und ihrer Vorgängerbauten. | D-1-7833-0326 | weitere Bilder |
| Biburg (Standort) | Siedlung der mittleren Bronzezeit. | D-1-7833-0392 |                |

### Bodendenkmäler in der Gemarkung Gilching
| Lage                | Objekt | Akten-Nr.     | Bild |
| ------------------- | --- | ------------- | ---- |
| Gilching (Standort) | Verebnete Grabhügel mit Bestattungen der Hallstattzeit.                                                           | D-1-7833-0302 |      |
| Gilching (Standort) | Verebnete Grabhügel vorgeschichtlicher Zeitstellung sowie Siedlung der mittleren und späten römischen Kaiserzeit. | D-1-7833-0308 |      |
| Gilching (Standort) | Verebneter Grabhügel mit Kreisgraben und Bestattungen der Bronzezeit.                                             | D-1-7833-0404 |      |

### Bodendenkmäler in der Gemarkung Holzhausen
| Lage                  | Objekt | Akten-Nr.     | Bild           |
| --------------------- | --- | ------------- | -------------- |
| Holzhausen (Standort) | Verebnete Grabhügel und Körpergräber vor- und frühgeschichtlicher Zeitstellung.                                                                                                 | D-1-7833-0079 |                |
| Holzhausen (Standort) | Viereckschanze der späten Latènezeit. | D-1-7833-0081 | weitere Bilder |
| Holzhausen (Standort) | Straße der römischen Kaiserzeit mit begleitenden Materialentnahmegruben, Teilstück der Via-Julia-Trasse Augsburg-Salzburg.                                                      | D-1-7833-0082 |                |
| Holzhausen (Standort) | Siedlung oder Bestattungsplatz der mittleren und späten römischen Kaiserzeit.                                                                                                   | D-1-7833-0090 |                |
| Holzhausen (Standort) | Verebnete Grabhügel vorgeschichtlicher Zeitstellung. | D-1-7833-0173 |                |
| Holzhausen (Standort) | Siedlung der Bronzezeit, der Urnenfelderzeit und der Latènezeit. | D-1-7833-0279 |                |
| Holzhausen (Standort) | Siedlung vor- und frühgeschichtlicher Zeitstellung. | D-1-7833-0330 |                |
| Holzhausen (Standort) | Filialkirche Heilig Kreuz Untertägige mittelalterliche und frühneuzeitliche Befunde im Bereich der Katholischen Filialkirche Hl. Kreuz in Holzhausen und ihrer Vorgängerbauten. | D-1-7833-0332 | weitere Bilder |

### Bodendenkmäler in der Gemarkung Schöngeising
| Lage                    | Objekt                                                                                         | Akten-Nr.     | Bild           |
| ----------------------- | ---------------------------------------------------------------------------------------------- | ------------- | -------------- |
| Schöngeising (Standort) | Grabhügel vorgeschichtlicher Zeitstellung sowie Abschnittsbefestigung des frühen Mittelalters. | D-1-7833-0012 | weitere Bilder |
| Schöngeising (Standort) | Viereckschanze mit Annexgraben der späten Latènezeit.                                          | D-1-7833-0024 | weitere Bilder |